# Walter Booker
Walter Booker (17. prosince 1933 Prairie View – 24. listopadu 2006 New York) byl americký jazzový kontrabasista. Po návratu z armády působil v kvintetu Andrewa Whitea a později v triu Shirley Horn. V roce 1969 se přidal ke skupině Cannonballa Adderleyho, ve které zůstal až do jeho smrti v roce 1975. V letech 1975–1981 doprovázel zpěvačku Sarah Vaughan. Během své kariéry spolupracoval i s dalšími hudebníky, mezi které patří Chick Corea, Thelonious Monk, Milt Jackson a byl dlouholetým spolupracovníkem Nata Adderleyho.